# Valle de Conlara

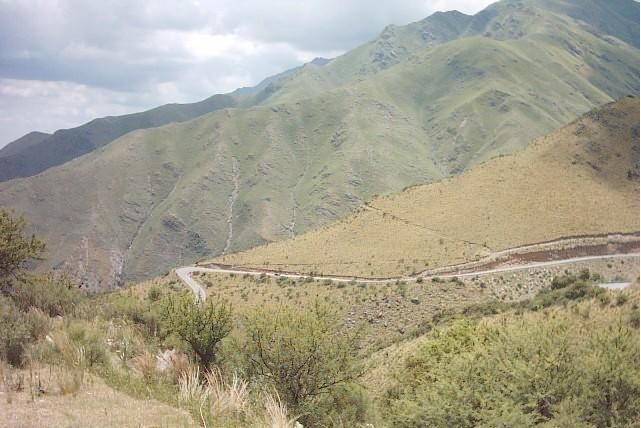
Valle de Conlara

El Valle de Conlara se encuentra entre las sierras de Comechingones, al este, y las sierras de San Luis, al centro-oeste, en la provincia de San Luis, Argentina. Los pueblos del Valle de Conlara se establecieron en territorios comechingones desde la época de la colonia, entre mediados del siglo XVI y fines del siglo XVIII para sentar los límites entre las jurisdicciones del Cuyo y de Córdoba del Tucumán. Así surgieron Santa Rosa de Conlara y luego la Villa de Merlo y Tilisarao. El Valle de Conlara (conlara parece haber significado "Valle Hermoso" en idioma comechingón) fue durante mucho tiempo el límite oriental de Cuyo.
Como muchos pueblos y caseríos establecidos por los españoles en el centro de Argentina, estas poblaciones de gauchos fueron hostigadas por malones de pueblos indígenas como los de los ranqueles, puelches y otras parcialidades influenciadas por los mapuches. El límite sur del Valle de Conlara lo marca el Cerro del Morro, cuyo lugar alberga leyendas y una laguna en el centro del cerro cuando es época de lluvias, encontrándose en su costado suroeste la localidad de San José del Morro.